# Duumvir
Els duumvirs (en llatí duumvir o duovir 'dos homes') eren els diversos magistrats que actuaven conjuntament a l'antiga Roma i normalment prenien les decisions per consens. El seu càrrec era per elecció i durava normalment un any. En algunes ciutats les funcions dels duumvirs les exercia una sola persona que llavors era anomenada summus magistratus (magistrat suprem).
Hi havia diverses classes de duumvirs:
- duumviri juri dicundo, els més alts magistrats als municipis, a les províncies o a les colònies, que tenien per funció administrar justícia.
- duumviri navales, magistrats extraordinaris nomenats per equipar o reparar una flota quan feia falta. Inicialment els nomenaven els cònsols o els dictadors, i més tard, a partir de l'any 311 aC, van ser elegits. S'elegien quan es necessitaven i el seu càrrec no tenia límit de temps. No es coneix la seva existència més enllà de l'any 178 aC.
- duumviri perduellionis, encarregats de jutjar els delictes de perduellio o alta traïció.
- duumviri quinquennales, censors als municipis.
- duumviri aedi dedicandae, magistrats extraordinaris nomenats per dedicar un temple. La dedicació la realitzava només un dels dos duumvirs, i se n'elegien dos pel costum dels romans de tenir sempre dos col·legues en cada magistratura, segons diu Titus Livi. Hi havia també els duumviri aedi locandae, que eren els que construïen el temple en un terreny públic, no necessàriament els mateixos que els que el dedicaven, encara que sovint ho eren.
- duumviri sacrorum, encarregats de la custòdia dels llibres sibil·lins. Després aquesta responsabilitat va passar als decemviri sacris faciundis.
- duumviri viis extra urbem purgandis, ajudants dels edils, eren els encarregats dels carrers dels suburbis de Roma fora de les portes de la ciutat. August va abolir l'ofici i els seus deures els van assumir els curatores viarum.[1]